# Nicolas Fink (Politiker)

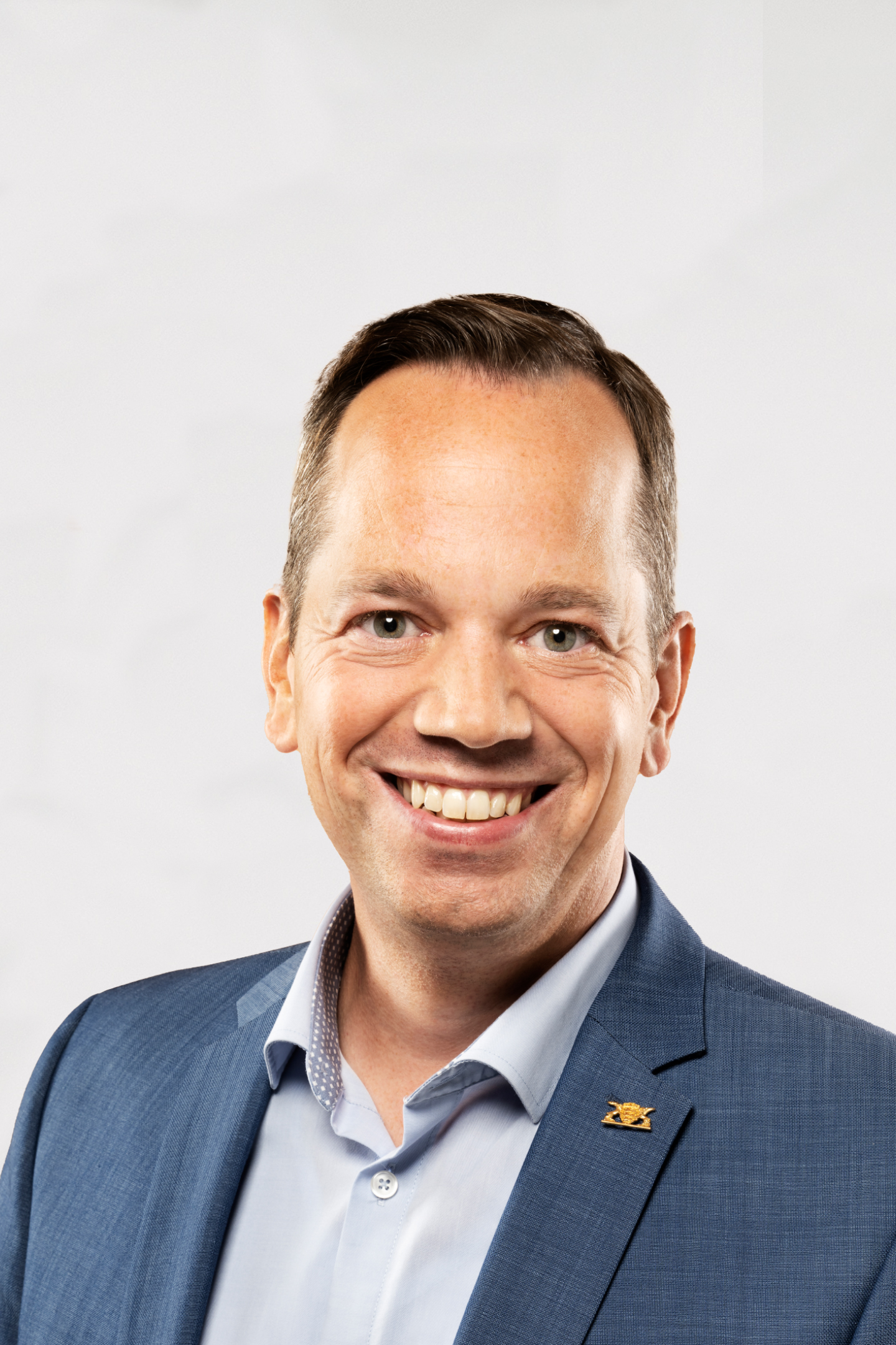
Nicolas Fink (2021)

Nicolas Fink (* 8. September 1976 in Schorndorf) ist ein deutscher Politiker (SPD). Seit dem 1. Januar 2019 ist er Abgeordneter im Landtag von Baden-Württemberg.

## Leben und Wirken
Nach dem Besuch des Gymnasiums in Plochingen (Abitur 1997) und dem Ableisten seines Zivildienstes beim Kreisjugendring Esslingen begann Nicolas Fink ein Studium zum Diplom-Verwaltungswirt (FH) an der Hochschule für öffentliche Verwaltung und Finanzen Ludwigsburg und schloss dieses 2002 ab. Von 2002 bis 2006 war er als hauptamtlicher Ortsvorsteher in Nabern und als ständiger allgemeiner Stellvertreter des Oberbürgermeisters von Kirchheim unter Teck tätig. In diesem Amt folgte ihm Clemens Moll (CDU) nach. Von 2006 bis 2018 war Fink hauptamtlicher Bürgermeister der Gemeinde Aichwald.
Fink ist seit 1999 Mitglied der Sozialdemokratischen Partei Deutschlands (SPD). Für diese saß er von 1999 bis 2002 im Gemeinderat von Hochdorf (Landkreis Esslingen) und war von 2000 bis 2002 Vorsitzender des Ortsvereins Hochdorf. Seit den Kommunalwahlen in Baden-Württemberg 2009 ist er Mitglied des Kreistages des Landkreises Esslingen und ist dort unter anderem stellvertretender Fraktionsvorsitzender. Bei den Kommunalwahlen in Baden-Württemberg 2019 wurde er in den Gemeinderat von Esslingen am Neckar gewählt und ist dort seit November 2019 Vorsitzender der SPD-Fraktion.
Bei der Landtagswahl in Baden-Württemberg 2016 war Fink Zweitkandidat von Wolfgang Drexler im Landtagswahlkreis Esslingen. Drexler zog über das Zweitmandat im Wahlkreis in den Landtag ein. Nach 30 Jahren im Landtag legte Drexler sein Mandat zum 31. Dezember 2018 nieder. Am 1. Januar 2019 trat Fink als Nachfolger im Zweitmandat das Landtagsmandat an.
Bei der Landtagswahl 2021 konnte er über ein Zweitmandat erneut in den Landtag einziehen. Er vertritt die Fraktion im Ausschuss für Europa und Internationales und im Finanzausschuss. In beiden Ausschüssen ist er der Sprecher der SPD. Als stellvertretender Vorsitzender der SPD-Landtagsfraktion ist Fink zudem Mitglied des Fraktionsvorstands.
Fink ist verheiratet und Vater von zwei Kindern. Er ist bekennender Anhänger des VfB Stuttgart und Bassist einer Rockband.